# Coronula diadema
Coronula diadema is een zeepokkensoort uit de familie Coronulidae. De wetenschappelijke naam werd gepubliceerd in 1767 door Carl Linnaeus.